# Taihuhua
Taihuhua (spreek uit als: [T'aai Ggoe Ggwaa]) is de verzamelnaam van de Noordelijke Wu-dialecten in de stadsprovincie Shanghai, de prefectuursteden Suzhou, Wuxi en Changzhou in de provincie Jiangsu, en de prefectuursteden Hangzhou, Shaoxing, Ningbo, Huzhou, en Jiaxing in de provincie Zhejiang.
- Sino-Tibetaanse talen
  - Chinese talen
    - Wu
      - Taihuhua

## Dialecten
De volgende dialecten behoren tot het hoofddialect Taihuhua.
- Changzhouhua 常州话
- Langxihua 郎溪话
- Tongzhouhua 通州话
- Wuxihua 无锡话
- Sjanghainees 上海话
- Jiaxinghua 嘉兴话
- Shaoxihua 苕溪话
- Hangzhouhua 杭州话
- Linshaohua 临绍话
- Yongjianghua 甬江话
- Jinxianghua 金乡话